# 진후 (진나라)
진후(秦侯, ? ~ 기원전 848년)는 진나라의 군주이다. 서주(西周) 때 사람으로 비자(非子)의 아들이다. 진후는 재위 10년 만에 죽었고, 그의 아들인 공백(公伯)이 계승하였다.